# Strzelczyn
Strzelczyn – wieś w Polsce położona w województwie zachodniopomorskim, w powiecie gryfińskim, w gminie Chojna.
W latach 1975–1998 miejscowość administracyjnie należała do województwa szczecińskiego.

## Zabytki
- kościół ryglowy z XVIII w., otynkowany, fasada przesłonięta XIX w. neogotyckim szczytem.
- dwór ryglowy z pocz. XIX w. kryty dachem naczółkowym[4].